# Ifalukellidae
Ifalukellidae is een familie van zachte koralen uit de orde van Alcyonacea.

## Geslachten
- Ifalukella Bayer, 1955
- Plumigorgia Nutting, 1910